# ادی واتا
اِدی واتا (انگلیسی: Eddy Wata؛ زادهٔ ۱۹۷۶) یک خواننده و موسیقی‌دان اهل نیجریه است.
او از پدری جامائیکایی و مادری نیجریه‌ای به دنیا آمد و سبک موسیقی‌اش یورودنس است. او همچنین از کودکی کیبودرز می‌نواخت و به سبک «رگی» علاقه زیادی داشت.

## تک‌آهنگ‌ها

### رده‌بندی تک‌آهنگ‌ها
| سال        | تک‌آهنگ                      | جداول  | جداول   | جداول  | جداول    | جداول  | گواهی‌نامه |
| سال        | تک‌آهنگ                      | والونی | دانمارک | فنلاند | اس‌اِن‌ای‌پی | رومانی | گواهی‌نامه |
| ---------- | --------------------------- | ------ | ------- | ------ | -------- | ------ | --------- |
| ۲۰۰۳/ ۲۰۰۴ | "جَـم"                       | ۳۶     | —       | —      | ۱۶       | —      | —         |
| ۲۰۰۴       | "در ذهن تو"                 | —      | —       | —      | ۳۴       | —      | —         |
| ۲۰۰۵       | "لا بُمبا"                   | —      | ۱۹      | ۱۰     | ۵۹       | —      | —         |
| ۲۰۰۸       | "مردم سرزمینم را دوست دارم" | —      | —       | —      | —        | ۱      | —         |

### دیگر ترانه‌ها
- ۲۰۰۴: آسپرگر
- ۲۰۰۶: چه پسری!
- ۲۰۰۸: روشنایی
- ۲۰۰۹: رؤیای من
- ۲۰۱۰: روش زندگی‌ام را دوست دارم
- ۲۰۱۰: دلم می‌خواد برقصم
- ۲۰۱۱: سینیوریتا (دوشیزه)

### حضور در ترانه‌ها
- ۲۰۰۴: یک سیلویا (اثر گبری پونته)
- ۲۰۰۴: مرا به زندگی بیاور (نسخهٔ بازاجرا شده توسط میکستری)